# Mistrovství světa ve florbale 2016
Mistrovství světa ve florbale mužů 2016 bylo 11. ročníkem mistrovství světa mužů pořádaným Mezinárodní florbalovou federací (IFF). Turnaj se konal v období od 3. do 11. prosince 2016 v Lotyšsku, konkrétně pak v jeho hlavním městě Rize v halách Aréna Riga a Olympic Sports Centre.
Lotyšsko získalo právo organizovat šampionát na zasedání ústřední rady IFF ve švýcarském Berně v březnu 2013. Druhým kandidátem na uspořádání turnaje bylo Česko.
Toto mistrovství zároveň sloužilo jako kvalifikace týmů na florbalový turnaj na Světových hrách 2017 v polské Vratislavi. Na ně se kvalifikovala tři nejlepší družstva, nejvýše umístěné družstvo některého ze sousedů Polska a nejvýše umístěný mimoevropský výběr, který ale musel skončit do 12. místa.
Dvojnásobným obhájcem titulu byl výběr Švédska, který ve finálovém utkání podlehl Finsku po samostatných nájezdech výsledkem 3:4. Česko skončilo na čtvrtém místě po prohře se Švýcarskem.

## Kvalifikace
Závěrečného turnaje se zúčastnilo 16 národních týmů. O 15 míst se bojovalo v kvalifikaci a pouze Lotyšsko mělo účast jako pořádající země zajištěnou předem. Kvalifikace se konala od 2. do 14. února 2016.

Pořadatel (Lotyšsko)
Kvalifikovaly se
Nekvalifikovaly se

### Seznam kvalifikovaných týmů
| Akce                         | Místenky | Kvalifikovaní | Počet účastí | Poslední účast | Nejlepší umístění                                         | Pořadí po sobě jdoucí účasti |
| ---------------------------- | -------- | ------------- | ------------ | -------------- | --------------------------------------------------------- | ---------------------------- |
| Hostitelská země             | 1        | Lotyšsko      | 10           | 2014           | 5. místo (2006, 2008, 2010, 2014)                         | 9                            |
| Evropská kvalifikace 1       | 2        | Švédsko       | 11           | 2014           | Vítězové (1996, 1998, 2000, 2002, 2004, 2006, 2012, 2014) | 11                           |
| Evropská kvalifikace 1       | 2        | Slovensko     | 3            | 2014           | 8. místo (2012)                                           | 3                            |
| Evropská kvalifikace 2       | 3        | Finsko        | 11           | 2014           | Vítězové (2008, 2010)                                     | 11                           |
| Evropská kvalifikace 2       | 3        | Estonsko      | 6            | 2014           | 7. místo (2010)                                           | 5                            |
| Evropská kvalifikace 2       | 3        | Dánsko        | 10           | 2014           | 4. místo (1998, 2000)                                     | 2                            |
| Evropská kvalifikace 3       | 3        | Švýcarsko     | 11           | 2014           | 2. místo (1998)                                           | 11                           |
| Evropská kvalifikace 3       | 3        | Německo       | 9            | 2014           | 4. místo (2012)                                           | 4                            |
| Evropská kvalifikace 3       | 3        | Polsko        | 7            | 2012           | 9. místo (2010)                                           | 1                            |
| Evropská kvalifikace 4       | 2        | Česko         | 11           | 2014           | 2. místo (2004)                                           | 11                           |
| Evropská kvalifikace 4       | 2        | Norsko        | 11           | 2014           | 3. místo (1996)                                           | 11                           |
| Asijsko-oceánská kvalifikace | 3        | Austrálie     | 3            | 2010           | 14. místo (2010, 2014)                                    | 2                            |
| Asijsko-oceánská kvalifikace | 3        | Singapur      | 4            | 2012           | 12. místo (1996)                                          | 1                            |
| Asijsko-oceánská kvalifikace | 3        | Thajsko       | 1            | —              | —                                                         | 1                            |
| Americká kvalifikace         | 2        | Kanada        | 4            | 2012           | 11. místo (2010)                                          | 4                            |
| Americká kvalifikace         | 2        | USA           | 3            | 2012           | 11. místo (2014)                                          | 3                            |

## Stadiony
| Aréna Riga       | Olympic Sports Centre | Riga |
| ---------------- | --------------------- | ---- |
| Kapacita: 10 300 | Kapacita: 800         | Riga |
|                  |                       | Riga |

## Los skupin
Nasazení týmů (čísla v závorkách) vzniklo podle žebříčku IFF, který byl založen na výsledcích z posledních dvou mistrovství světa.
| Koš 1         | Koš 2        | Koš 3         | Koš 4          |
| ------------- | ------------ | ------------- | -------------- |
| Švédsko (1)   | Lotyšsko (5) | Slovensko (9) | Polsko (14)    |
| Finsko (2)    | Norsko (6)   | USA (10)      | Austrálie (16) |
| Švýcarsko (3) | Německo (7)  | Dánsko (12)   | Singapur (18)  |
| Česko (4)     | Estonsko (8) | Kanada (13)   | Thajsko (35)   |

## Rozhodčí
Mezinárodní florbalová federace (IFF) nominovala na mistrovství světa v Lotyšsku celkem sedm rozhodčích párů ze čtyř různých členských asociací IFF, přičemž Finsko, Lotyšsko a Švédsko měly shodně zastoupení ve dvou rozhodcovských párech.
Nominovaní rozhodčí
- Kamil Sojka a Tomáš Sojka
- Tero Fordell a Lasse Vuola
- Mikko Alakare a Vesa Vilkki
- Kaspars Kristapsons a Maris Kumerdanks
- Mārtiņš Gross a Mārtiņš Larinovs
- Thomas Andersson a Rickard Wissman
- Glenn Boström a Håkan Söderman

## Základní skupiny
Všechny časy zápasů jsou uvedeny ve středoevropském čase (UTC +1).

### Skupina A

#### Tabulka
| Poř. | Tým       | Z | V | R | P | VG | IG | +/- | B |
| ---- | --------- | - | - | - | - | -- | -- | --- | - |
| 1.   | Finsko    | 3 | 3 | 0 | 0 | 28 | 8  | +20 | 6 |
| 2.   | Švýcarsko | 3 | 2 | 0 | 1 | 23 | 13 | +10 | 4 |
| 3.   | Estonsko  | 3 | 0 | 1 | 2 | 13 | 24 | −11 | 1 |
| 4.   | Německo   | 3 | 0 | 1 | 2 | 10 | 29 | −19 | 1 |

#### Zápasy
| 3. prosince 2016 10:00 | Estonsko | 4 : 8 (2:2, 1:5, 1:1) | Švýcarsko | Aréna Riga, Riga Návštěvnost: 1 084 |  |

| Zpráva |

| 3. prosince 2016 12:45 | Německo | 1 : 12 (0:5, 1:1, 0:6) | Finsko | Aréna Riga, Riga Návštěvnost: 1 261 |  |

| Zpráva |

| 4. prosince 2016 11:30 | Německo | 6 : 6 (2:0, 2:2, 2:4) | Estonsko | Olympic Sports Centre, Riga Návštěvnost: 487 |  |

| Zpráva |

| 4. prosince 2016 14:15 | Finsko | 6 : 4 (4:1, 0:2, 2:1) | Švýcarsko | Aréna Riga, Riga Návštěvnost: 3 147 |  |

| Zpráva |

| 5. prosince 2016 14:45 | Finsko | 10 : 3 (3:2, 4:1, 3:0) | Estonsko | Aréna Riga, Riga Návštěvnost: 451 |  |

| Zpráva |

| 6. prosince 2016 12:45 | Švýcarsko | 11 : 3 (5:0, 2:1, 4:2) | Německo | Aréna Riga, Riga Návštěvnost: 937 |  |

| Zpráva |

### Skupina B

#### Tabulka
| Poř. | Tým      | Z | V | R | P | VG | IG | +/- | B |
| ---- | -------- | - | - | - | - | -- | -- | --- | - |
| 1.   | Švédsko  | 3 | 3 | 0 | 0 | 23 | 8  | +15 | 6 |
| 2.   | Česko    | 3 | 2 | 0 | 1 | 21 | 15 | +6  | 4 |
| 3.   | Norsko   | 3 | 0 | 1 | 2 | 11 | 21 | −10 | 1 |
| 4.   | Lotyšsko | 3 | 0 | 1 | 2 | 10 | 21 | −11 | 1 |

#### Zápasy
| 3. prosince 2016 15:45 | Česko | 8 : 4 (2:0, 3:1, 3:3) | Norsko | Aréna Riga, Riga Návštěvnost: 2 358 |  |

| Zpráva | |          |                                                                                    |                                    |
| Lukáš Souček | Lukáš Souček | Brankáři | Andreas Falkeid                                                                    | Rozhodčí: Tero Fordell Lasse Vuola |
| Milan Tomašík 8' Jiří Curney 18' Tom Ondrušek 25' Daniel Šebek 26' Matěj Jendrišák 32' Jiří Curney 41' Daniel Šebek 45' Matěj Jendrišák 60' | Milan Tomašík 8' Jiří Curney 18' Tom Ondrušek 25' Daniel Šebek 26' Matěj Jendrišák 32' Jiří Curney 41' Daniel Šebek 45' Matěj Jendrišák 60' |          | 40'Lars Erik Torp 44'Andreas Naess Valbye 53'Marius Pedersen 53'Markus Lindgjerdet | Rozhodčí: Tero Fordell Lasse Vuola |
| 2 min | 2 min | Tresty   |                                                                                    | Rozhodčí: Tero Fordell Lasse Vuola |

| 3. prosince 2016 18:30 | Lotyšsko | 2 : 7 (1:3, 1:2, 0:2) | Švédsko | Aréna Riga, Riga Návštěvnost: 8 011 |  |

| Zpráva |

| 4. prosince 2016 17:15 | Lotyšsko | 3 : 9 (1:6, 1:1, 1:2) | Česko | Aréna Riga, Riga Návštěvnost: 5 245 |  |

| Zpráva                                                   |                                                          |          | |                                            |
| Andis Blinds Janis Salcevics                             | Andis Blinds Janis Salcevics                             | Brankáři | Tomáš Kafka | Rozhodčí: Thomas Andersson Rickard Wissman |
| Artis Raitums 5' Artis Raitums 36' Arturs Jursevskis 49' | Artis Raitums 5' Artis Raitums 36' Arturs Jursevskis 49' |          | 4' Jan Jelínek 5' Jiří Curney 6' Milan Tomašík 14' Tom Ondrušek 16' Matěj Jendrišák 17' Daniel Šešulka 35' Tom Ondrušek 45' Matěj Jendrišák 46' Patrik Suchánek 56' Martin Tokoš | Rozhodčí: Thomas Andersson Rickard Wissman |
| 6 min                                                    | 6 min                                                    | Tresty   | 4 min | Rozhodčí: Thomas Andersson Rickard Wissman |

| 5. prosince 2016 18:30 | Švédsko | 8 : 2 (3:0, 0:1, 5:1) | Norsko | Aréna Riga, Riga Návštěvnost: 557 |  |

| Zpráva |

| 6. prosince 2016 15:30 | Švédsko | 8 : 4 (4:1, 3:1, 1:2) | Česko | Aréna Riga, Riga Návštěvnost: 2 933 |  |

| Zpráva | |                                                 |                                                                           |                                          |
| Jonathan Paulsson | Jonathan Paulsson | Brankáři                                        | Tomáš Kafka Lukáš Souček                                                  | Rozhodčí: Martins Larinovs Martins Gross |
| Alexander Galante Carlstrom 3' Johan Samuelsson 6' Rasmus Enstrom 9' Kim Nilsson 18' Rasmus Sundstedt 27' Johannes Larsson 31' Mattias Samuelsson 36' Rasmus Sundstedt 58' | Alexander Galante Carlstrom 3' Johan Samuelsson 6' Rasmus Enstrom 9' Kim Nilsson 18' Rasmus Sundstedt 27' Johannes Larsson 31' Mattias Samuelsson 36' Rasmus Sundstedt 58' | 1:0 2:0 3:0 3:1 4:1 5:1 6:1 6:2 7:2 7:3 7:4 8:4 | 15' Matěj Jendrišák 34' Milan Tomašík 44' Jiří Curney 45' Matěj Jendrišák | Rozhodčí: Martins Larinovs Martins Gross |
| 9 min | 9 min | Tresty                                          | 2 min                                                                     | Rozhodčí: Martins Larinovs Martins Gross |

| 6. prosince 2016 18:30 | Norsko | 5 : 5 (1:3, 2:1, 2:1) | Lotyšsko | Aréna Riga, Riga Návštěvnost: 5 469 |  |

| Zpráva |

### Skupina C

#### Tabulka
| Poř. | Tým       | Z | V | R | P | VG | IG | +/- | B |
| ---- | --------- | - | - | - | - | -- | -- | --- | - |
| 1.   | Dánsko    | 3 | 3 | 0 | 0 | 17 | 5  | +12 | 6 |
| 2.   | Slovensko | 3 | 2 | 0 | 1 | 20 | 11 | +9  | 4 |
| 3.   | Polsko    | 3 | 0 | 1 | 2 | 10 | 14 | −4  | 1 |
| 4.   | Austrálie | 3 | 0 | 1 | 2 | 7  | 24 | −17 | 1 |

#### Zápasy
| 3. prosince 2016 14:00 | Dánsko | 8 : 1 (3:0, 4:1, 1:0) | Austrálie | Olympic Sports Centre, Riga Návštěvnost: 145 |  |

| Zpráva |

| 4. prosince 2016 11:30 | Polsko | 4 : 6 (0:2, 2:1, 2:3) | Slovensko | Aréna Riga, Riga Návštěvnost: 1 007 |  |

| Zpráva |

| 5. prosince 2016 11:00 | Dánsko | 4 : 2 (2:1, 1:1, 1:0) | Polsko | Olympic Sports Centre, Riga Návštěvnost: 316 |  |

| Zpráva |

| 5. prosince 2016 12:00 | Austrálie | 2 : 12 (0:4, 1:1, 1:7) | Slovensko | Aréna Riga, Riga Návštěvnost: 266 |  |

| Zpráva |

| 6. prosince 2016 10:15 | Slovensko | 2 : 5 (0:0, 0:2, 2:3) | Dánsko | Aréna Riga, Riga Návštěvnost: 457 |  |

| Zpráva |

| 6. prosince 2016 14:00 | Austrálie | 4 : 4 (0:1, 2:3, 2:0) | Polsko | Olympic Sports Centre, Riga Návštěvnost: 293 |  |

| Zpráva |

### Skupina D

#### Tabulka
| Poř. | Tým      | Z | V | R | P | VG | IG | +/- | B |
| ---- | -------- | - | - | - | - | -- | -- | --- | - |
| 1.   | USA      | 3 | 2 | 0 | 1 | 18 | 14 | +4  | 4 |
| 2.   | Kanada   | 3 | 2 | 0 | 1 | 8  | 13 | −5  | 4 |
| 3.   | Thajsko  | 3 | 1 | 0 | 2 | 16 | 12 | +4  | 2 |
| 4.   | Singapur | 3 | 1 | 0 | 2 | 12 | 15 | −3  | 2 |

#### Zápasy
| 3. prosince 2016 11:00 | USA | 5 : 4 (2:0, 2:3, 1:1) | Thajsko | Olympic Sports Centre, Riga Návštěvnost: 326 |  |

| Zpráva |

| 3. prosince 2016 17:00 | Kanada | 2 : 1 (1:0, 1:0, 0:1) | Singapur | Olympic Sports Centre, Riga Návštěvnost: 95 |  |

| Zpráva |

| 4. prosince 2016 14:15 | USA | 8 : 1 (3:0, 3:1, 2:0) | Kanada | Olympic Sports Centre, Riga Návštěvnost: 220 |  |

| Zpráva |

| 4. prosince 2016 17:15 | Thajsko | 8 : 2 (2:0, 4:0, 2:2) | Singapur | Olympic Sports Centre, Riga Návštěvnost: 186 |  |

| Zpráva |

| 5. prosince 2016 14:00 | Thajsko | 4 : 5 (2:3, 2:1, 0:1) | Kanada | Olympic Sports Centre, Riga Návštěvnost: 303 |  |

| Zpráva |

| 6. prosince 2016 11:00 | Singapur | 9 : 5 (3:0, 2:2, 4:3) | USA | Olympic Sports Centre, Riga Návštěvnost: 131 |  |

| Zpráva |

## Vyřazovací fáze
Všechny časy zápasů jsou uvedeny ve středoevropském čase (UTC +1).

### Pavouk
|  | Předkolo | Předkolo  | Předkolo  |          |   | Čtvrtfinále | Čtvrtfinále | Čtvrtfinále |  |  | Semifinále        | Semifinále        | Semifinále        |                   |  | Finále | Finále    | Finále |
|  |          |           |           |          |   |             |             |             |  |  |                   |                   |                   |                   |  |        |           |        |
|  |          |           |           |          |   |             |             |             |  |  |                   |                   |                   |                   |  |        |           |        |
|  |          | 1A        | Finsko    | 7        |   |             |             |             |  |  |                   |                   |                   |                   |  |        |           |        |
|  |          |           |           | 7        |   |             |             |             |  |  |                   |                   |                   |                   |  |        |           |        |
|  |          |           |           | Dánsko   | 0 |             |             |             |  |  |                   |                   |                   |                   |  |        |           |        |
|  | 4B       | Lotyšsko  | 5         | Dánsko   | 0 |             |             |             |  |  |                   |                   |                   |                   |  |        |           |        |
|  | 4B       | Lotyšsko  | 5         |          |   |             |             |             |  |  |                   |                   |                   |                   |  |        |           |        |
|  | 1C       | Dánsko    | 6         |          |   |             |             |             |  |  |                   |                   |                   |                   |  |        |           |        |
|  | 1C       | Dánsko    | 6         |          |   |             |             |             |  |  | Finsko            | 4                 |                   |                   |  |        |           |        |
|  |          |           |           |          |   |             |             |             |  |  | Finsko            | 4                 |                   |                   |  |        |           |        |
|  |          |           | Česko     | 3        |   |             |             |             |  |  |                   |                   |                   |                   |  |        |           |        |
|  |          |           | Česko     | 3        |   |             |             |             |  |  |                   |                   |                   |                   |  |        |           |        |
|  |          |           |           |          |   |             |             |             |  |  |                   |                   |                   |                   |  |        |           |        |
|  |          |           |           |          |   |             |             |             |  |  |                   |                   |                   |                   |  |        |           |        |
|  |          | 2B        | Česko     | 8        |   |             |             |             |  |  |                   |                   |                   |                   |  |        |           |        |
|  |          |           |           | 8        |   |             |             |             |  |  |                   |                   |                   |                   |  |        |           |        |
|  |          |           |           | Estonsko | 2 |             |             |             |  |  |                   |                   |                   |                   |  |        |           |        |
|  | 3A       | Estonsko  | 16        | Estonsko | 2 |             |             |             |  |  |                   |                   |                   |                   |  |        |           |        |
|  | 3A       | Estonsko  | 16        |          |   |             |             |             |  |  |                   |                   |                   |                   |  |        |           |        |
|  | 2D       | Kanada    | 4         |          |   |             |             |             |  |  |                   |                   |                   |                   |  |        |           |        |
|  | 2D       | Kanada    | 4         |          |   |             |             |             |  |  |                   |                   |                   |                   |  | Finsko | 4         |        |
|  |          |           |           |          |   |             |             |             |  |  |                   |                   |                   |                   |  | Finsko | 4         |        |
|  |          |           | Švédsko   | 3        |   |             |             |             |  |  |                   |                   |                   |                   |  |        |           |        |
|  |          |           | Švédsko   | 3        |   |             |             |             |  |  |                   |                   |                   |                   |  |        |           |        |
|  |          |           |           |          |   |             |             |             |  |  |                   |                   |                   |                   |  |        |           |        |
|  |          |           |           |          |   |             |             |             |  |  |                   |                   |                   |                   |  |        |           |        |
|  |          | 1B        | Švédsko   | 11       |   |             |             |             |  |  | Souboj o 3. místo | Souboj o 3. místo | Souboj o 3. místo | Souboj o 3. místo |  |        |           |        |
|  |          |           |           | 11       |   |             |             |             |  |  | Souboj o 3. místo | Souboj o 3. místo | Souboj o 3. místo | Souboj o 3. místo |  |        |           |        |
|  |          |           |           | Německo  | 0 |             |             |             |  |  |                   |                   |                   |                   |  |        |           |        |
|  | 4A       | Německo   | 6         | Německo  | 0 |             |             |             |  |  |                   |                   | Česko             | 5                 |  |        |           |        |
|  | 4A       | Německo   | 6         |          |   |             |             |             |  |  |                   |                   | Česko             | 5                 |  |        |           |        |
|  | 1D       | USA       | 5         |          |   |             |             |             |  |  |                   |                   |                   |                   |  |        | Švýcarsko | 8      |
|  | 1D       | USA       | 5         |          |   |             |             |             |  |  | Švédsko           | 7                 |                   |                   |  |        | Švýcarsko | 8      |
|  |          |           |           |          |   |             |             |             |  |  | Švédsko           | 7                 |                   |                   |  |        |           |        |
|  |          |           | Švýcarsko | 2        |   |             |             |             |  |  |                   |                   |                   |                   |  |        |           |        |
|  |          |           | Švýcarsko | 2        |   |             |             |             |  |  |                   |                   |                   |                   |  |        |           |        |
|  |          |           |           |          |   |             |             |             |  |  |                   |                   |                   |                   |  |        |           |        |
|  |          |           |           |          |   |             |             |             |  |  |                   |                   |                   |                   |  |        |           |        |
|  |          | 2A        | Švýcarsko | 7        |   |             |             |             |  |  |                   |                   |                   |                   |  |        |           |        |
|  |          |           |           | 7        |   |             |             |             |  |  |                   |                   |                   |                   |  |        |           |        |
|  |          |           |           | Norsko   | 2 |             |             |             |  |  |                   |                   |                   |                   |  |        |           |        |
|  | 3B       | Norsko    | 4         | Norsko   | 2 |             |             |             |  |  |                   |                   |                   |                   |  |        |           |        |
|  | 3B       | Norsko    | 4         |          |   |             |             |             |  |  |                   |                   |                   |                   |  |        |           |        |
|  | 2C       | Slovensko | 3         |          |   |             |             |             |  |  |                   |                   |                   |                   |  |        |           |        |

### Předkolo
| 7. prosince 2016 09:00 | Německo | 6 : 5 (2:1, 1:1, 3:3) | USA | Aréna Riga, Riga Návštěvnost: 724 |  |

| Zpráva | |          |                                                                                        |                                                |
| Mike Dietz Nils Hallerstede | Mike Dietz Nils Hallerstede | Brankáři | Terence Frank Lee Payne                                                                | Rozhodčí: Maris Kumerdanks Kaspars Kristapsons |
| Alexander Burmeister 9' Sebastian Herrmann 19' Maximillian Falkenberger 40' Niklas Broker 43' Maximillian Falkenberger 45' Ramon Ibold 60' | Alexander Burmeister 9' Sebastian Herrmann 19' Maximillian Falkenberger 40' Niklas Broker 43' Maximillian Falkenberger 45' Ramon Ibold 60' |          | 11' Ryan Winkler 28' Robin Brown 47' Robin Brown 56'Ryan Winkler 57' Stefan Zimmermann | Rozhodčí: Maris Kumerdanks Kaspars Kristapsons |
| 2 min | 2 min | Tresty   | 2 min                                                                                  | Rozhodčí: Maris Kumerdanks Kaspars Kristapsons |

| 7. prosince 2016 12:00 | Estonsko | 16 : 4 (7:2, 3:0, 6:2) | Kanada | Aréna Riga, Riga Návštěvnost: 497 |  |

| Zpráva | |                                                                                          |                                                                                          |                                     |
| Siim Stokkeby | Siim Stokkeby | Brankáři                                                                                 | Benjamin Amdur                                                                           | Rozhodčí: Vesa Vilkki Mikko Alakare |
| Raul Kivi 2' Tanel Kasenurm 4' Patrik Markus 5' Fredy Maalt 8' Andreas Woiduma 11' Patrik Kareliusson 14' Patrik Markus 20' Andreas Woiduma 21' Tanel Kasenurm 25' Oskar Salm 30' Patrik Markus 42' Tanel Kasenurm 43' Oskar Salm 49' Roman Pass 50' Patrik Kareliusson 55' Andreas Woiduma 56' | Raul Kivi 2' Tanel Kasenurm 4' Patrik Markus 5' Fredy Maalt 8' Andreas Woiduma 11' Patrik Kareliusson 14' Patrik Markus 20' Andreas Woiduma 21' Tanel Kasenurm 25' Oskar Salm 30' Patrik Markus 42' Tanel Kasenurm 43' Oskar Salm 49' Roman Pass 50' Patrik Kareliusson 55' Andreas Woiduma 56' | 1:0 2:0 3:0 4:0 5:0 5:1 6:1 6:2 7:2 8:2 9:2 10:2 11:2 12:2 13:2 14:2 14:3 15:3 16:3 16:4 | 13' Spencer Ridgewell 19' Valtteri Viitakoski 53' Brandon Barber 57' Valtteri Viitakoski | Rozhodčí: Vesa Vilkki Mikko Alakare |
| 4 min | 4 min | Tresty                                                                                   | 11 min                                                                                   | Rozhodčí: Vesa Vilkki Mikko Alakare |

| 7. prosince 2016 15:00 | Norsko | 4 : 3 (1:1, 2:2, 1:0) | Slovensko | Aréna Riga, Riga Návštěvnost: 608 |  |

| Zpráva                                                                                |                                                                                       |                             |                                                          |  |
| Markus Jelsnes                                                                        | Markus Jelsnes                                                                        | Brankáři                    | Rastislav Mazák                                          |  |
| Fredrik Hoff Eriksen 4' Fredrik Hoff Eriksen 34' Daniel Gidske 40' Thomas Straete 47' | Fredrik Hoff Eriksen 4' Fredrik Hoff Eriksen 34' Daniel Gidske 40' Thomas Straete 47' | 1:0 1:1 2:1 2:2 3:2 3:3 4:3 | 4' Martin Sikorjak 37' Martin Grlický 40' Martin Kubovič |  |
| 2 min                                                                                 | 2 min                                                                                 | Tresty                      | 4 min                                                    |  |

| 7. prosince 2016 18:30 | Lotyšsko | 5 : 6 SN (1:2, 4:0, 0:3 ; 0:0 ; 0:1) | Dánsko | Aréna Riga, Riga Návštěvnost: 2 633 |  |

| Zpráva                                                                                          |                                                                                                 |                                             | |                                   |
| Andis Blinds                                                                                    | Andis Blinds                                                                                    | Brankáři                                    | Mike Trolle Wede | Rozhodčí: Kamil Sojka Tomáš Sojka |
| Janis Rajeckis 20' Andris Rajeckis 26' Artis Reitums 26' Peteris Trekse 31' Toms Akmenlauks 32' | Janis Rajeckis 20' Andris Rajeckis 26' Artis Reitums 26' Peteris Trekse 31' Toms Akmenlauks 32' | 0:1 0:2 1:2 2:2 3:2 4:2 5:2 5:3 5:4 5:5 5:6 | 1' Andreas Glad Pedersen 16' Kenneth Danielsen 45' Andreas Glad Pedersen 55' Mikkel Skov Nielsen 58' Mikkel Skov Nielsen 70' Andreas Glad Pedersen | Rozhodčí: Kamil Sojka Tomáš Sojka |
| 10 min                                                                                          | 10 min                                                                                          | Tresty                                      | 8 min | Rozhodčí: Kamil Sojka Tomáš Sojka |

### Čtvrtfinále
| 8. prosince 2016 15:00 | Česko | 8 : 2 (2:2, 4:0, 2:0) | Estonsko | Aréna Riga, Riga Návštěvnost: 833 |  |

| Zpráva | |                                         |                                           |                                     |
| Lukáš Souček | Lukáš Souček | Brankáři                                | Marek Oige Siim Stokkeby                  | Rozhodčí: Vesa Vilkki Mikko Alakare |
| Daniel Šebek 3' Tom Ondrušek 11' Tomáš Sýkora 33' Marek Matejčík 33' Matěj Jendrišák 40' Patrik Suchánek 40' Tom Ondrušek 43' Tom Ondrušek 60' | Daniel Šebek 3' Tom Ondrušek 11' Tomáš Sýkora 33' Marek Matejčík 33' Matěj Jendrišák 40' Patrik Suchánek 40' Tom Ondrušek 43' Tom Ondrušek 60' | 1:0 1:1 2:1 2:2 3:2 4:2 5:2 6:2 7:2 8:2 | 8' Andreas Woiduma 13' Patrik Kareliusson | Rozhodčí: Vesa Vilkki Mikko Alakare |
| 0 min | 0 min | Tresty                                  | 2 min                                     | Rozhodčí: Vesa Vilkki Mikko Alakare |

| 8. prosince 2016 18:00 | Švédsko | 11 : 0 (2:0, 5:0, 4:0) | Německo | Aréna Riga, Riga Návštěvnost: 979 |  |

| Zpráva | |                                               |                             |                                          |
| Johan Rehn | Johan Rehn | Brankáři                                      | Mike Dietz Nils Hallerstede | Rozhodčí: Martins Larinovs Martins Gross |
| Alexander Galante Carlstrom 6' Alexander Galante Carlstrom 12' Kim Nilsson 24' Alexander Galante Carlstrom 35' Rikard Eriksson 36' Linus Nordgren 37' Henrik Stenberg 38' Kim Nilsson 42' Rikard Eriksson 53' Kim Nilsson 59' Henrik Stenberg 59' | Alexander Galante Carlstrom 6' Alexander Galante Carlstrom 12' Kim Nilsson 24' Alexander Galante Carlstrom 35' Rikard Eriksson 36' Linus Nordgren 37' Henrik Stenberg 38' Kim Nilsson 42' Rikard Eriksson 53' Kim Nilsson 59' Henrik Stenberg 59' | 1:0 2:0 3:0 4:0 5:0 6:0 7:0 8:0 9:0 10:0 11:0 |                             | Rozhodčí: Martins Larinovs Martins Gross |
| 0 min | 0 min | Tresty                                        | 4 min                       | Rozhodčí: Martins Larinovs Martins Gross |

| 9. prosince 2016 15:10 | Švýcarsko | 7 : 2 (1:0, 3:0, 3:2) | Norsko | Aréna Riga, Riga Návštěvnost: 2 960 |  |

| Zpráva | |                                     |                                      |                                    |
| Pascal Meier | Pascal Meier | Brankáři                            | Andreas Falkeid                      | Rozhodčí: Tero Fordell Lasse Vuola |
| Matthias Hofbauer 11' Christoph Meier 32' Tim Braillard 37' Manuel Engel 38' Remo Buchli 51' Manuel Engel 52' Tim Braillard 60' | Matthias Hofbauer 11' Christoph Meier 32' Tim Braillard 37' Manuel Engel 38' Remo Buchli 51' Manuel Engel 52' Tim Braillard 60' | 1:0 2:0 3:0 4:0 5:0 6:0 6:1 6:2 7:2 | 56' Robin Norstrom 58' Daniel Gidske | Rozhodčí: Tero Fordell Lasse Vuola |
| 4 min | 4 min | Tresty                              | 4 min                                | Rozhodčí: Tero Fordell Lasse Vuola |

| 9. prosince 2016 18:00 | Finsko | 7 : 0 (1:0, 4:0, 2:0) | Dánsko | Aréna Riga, Riga Návštěvnost: 3 422 |  |

| Zpráva | |                             |                  |                                            |
| Jarno Ihme | Jarno Ihme | Brankáři                    | Mike Trolle Wede | Rozhodčí: Thomas Andersson Rickard Wissman |
| Peter Kotilainen 3' Eemeli Salin 28' Peter Kotilainen 36' Peter Kotilainen 37' Miko Kailiala 39' Sami Johansson 46' Jami Manninen 58' | Peter Kotilainen 3' Eemeli Salin 28' Peter Kotilainen 36' Peter Kotilainen 37' Miko Kailiala 39' Sami Johansson 46' Jami Manninen 58' | 1:0 2:0 3:0 4:0 5:0 6:0 7:0 |                  | Rozhodčí: Thomas Andersson Rickard Wissman |
| 2 min | 2 min | Tresty                      | 2 min            | Rozhodčí: Thomas Andersson Rickard Wissman |

### Semifinále
| 10. prosince 2016 11:45 | Švédsko | 7 : 2 (2:0, 0:2, 5:0) | Švýcarsko | Aréna Riga, Riga Návštěvnost: 5 774 |  |

| Zpráva | |                                     |                                              |                                     |
| Johan Rehn | Johan Rehn | Brankáři                            | Pascal Meier                                 | Rozhodčí: Vesa Vilkki Mikko Alakare |
| Kim Nilsson 6' Rikard Eriksson 7' Rasmus Enstrom 45' Alexander Galante Carlstrom 49' Rasmus Enstrom 57' Johannes Larsson 59' Kim Nilsson 60' | Kim Nilsson 6' Rikard Eriksson 7' Rasmus Enstrom 45' Alexander Galante Carlstrom 49' Rasmus Enstrom 57' Johannes Larsson 59' Kim Nilsson 60' | 1:0 2:0 2:1 2:2 3:2 4:2 5:2 6:2 7:2 | 25' Nico Scalvinoni 34' Nicola Bischofberger | Rozhodčí: Vesa Vilkki Mikko Alakare |
| 0 min | 0 min | Tresty                              | 2 min                                        | Rozhodčí: Vesa Vilkki Mikko Alakare |

| 10. prosince 2016 15:30 | Finsko | 4 : 3 (2:0, 1:2, 1:1) | Česko | Aréna Riga, Riga Návštěvnost: 6 445 |  |

| Zpráva                                                                   |                                                                          |                             |                                                    |                                        |
| Eero Kosonen                                                             | Eero Kosonen                                                             | Brankáři                    | Lukáš Souček                                       | Rozhodčí: Hakan Soderman Glenn Boström |
| Sami Johansson 11' Miko Kailiala 15' Sami Johansson 33' Eemeli Salin 60' | Sami Johansson 11' Miko Kailiala 15' Sami Johansson 33' Eemeli Salin 60' | 1:0 2:0 2:1 3:1 3:2 3:3 4:3 | 33' Tomáš Sladký 36' Tom Ondrušek 35' Daniel Šebek | Rozhodčí: Hakan Soderman Glenn Boström |
| 2 min                                                                    | 2 min                                                                    | Tresty                      | 2 min                                              | Rozhodčí: Hakan Soderman Glenn Boström |

### Zápas o 3. místo
| 11. prosince 2016 13:45 | Česko | 5 : 8 (2:3, 1:2, 2:3) | Švýcarsko | Aréna Riga, Riga Návštěvnost: 6 870 |  |

| Zpráva                                                                                  |                                                                                         |                                                     | |                                            |
| Tomáš Kafka Lukáš Souček                                                                | Tomáš Kafka Lukáš Souček                                                                | Brankáři                                            | Pascal Meier | Rozhodčí: Thomas Andersson Rickard Wissman |
| Jiří Curney 1' Tom Ondrušek 4' Matěj Jendrišák 29' Martin Tokoš 47' Matěj Jendrišák 56' | Jiří Curney 1' Tom Ondrušek 4' Matěj Jendrišák 29' Martin Tokoš 47' Matěj Jendrišák 56' | 0:1 1:1 2:1 2:2 2:3 3:3 3:4 3:5 4:5 4:6 5:6 5:7 5:8 | 1' Christoph Meier 6' Tim Braillard 12' Christoph Camenisch 35' Manuel Maurer 38' Christoph Meier 50' Manuel Mauer 58' Joel Ruegger 58' Manuel Mauer | Rozhodčí: Thomas Andersson Rickard Wissman |
| 6 min                                                                                   | 6 min                                                                                   | Tresty                                              | 4 min | Rozhodčí: Thomas Andersson Rickard Wissman |

### Finále
| 11. prosince 2016 16:40 | Finsko | 4 : 3 SN (2:2, 0:1, 1:0, 4:2) | Švédsko | Aréna Riga, Riga Návštěvnost: 8 350 |  |

| Zpráva                                                                        |                                                                               |                             |                                                            |                                          |
| Eero Kosonen                                                                  | Eero Kosonen                                                                  | Brankáři                    | Johan Rehn                                                 | Rozhodčí: Martins Larinovs Martins Gross |
| 13' Peter Kotilainen 15' Sami Johansson 48' Peter Kotilainen 70' Mika Kohonen | 13' Peter Kotilainen 15' Sami Johansson 48' Peter Kotilainen 70' Mika Kohonen | 0:1 0:2 1:2 2:2 2:3 3:3 4:3 | Kim Nilsson 8' Tobias Gustafsson 11' Tobias Gustafsson 24' | Rozhodčí: Martins Larinovs Martins Gross |
| 4 min                                                                         | 4 min                                                                         | Tresty                      | 2 min                                                      | Rozhodčí: Martins Larinovs Martins Gross |

## Zápasy o umístění
Všechny časy zápasů jsou uvedeny ve středoevropském čase (UTC +1).

### O 13.–16. místo
| 7. prosince 2016 11:00 | Thajsko | 4 : 3 (0:0, 2:1, 2:2) | Austrálie | Olympic Sports Centre, Riga Návštěvnost: 190 |  |

| Zpráva |

| 7. prosince 2016 14:00 | Polsko | 14 : 3 (6:1, 2:1, 6:1) | Singapur | Olympic Sports Centre, Riga Návštěvnost: 166 |  |

| Zpráva |

### O 15. místo
| 9. prosince 2016 11:00 | Austrálie | 9 : 3 (1:1, 5:1, 3:1) | Singapur | Olympic Sports Centre, Riga Návštěvnost: 239 |  |

| Zpráva | |                                                 |                                                         |                                   |
| Vladimir Plocek | Vladimir Plocek | Brankáři                                        | Rajiv Makalingam Devanand M                             | Rozhodčí: Kamil Sojka Tomas Sojka |
| Andrew Prior 1' Tomas Gartner 22' David Speldewinde 30' Tomas Gartner 38' Shaun Frazer 51' Jonathan Suter 55' Andrew Prior 58' Ryan Doyle 58' Jeremy Mockton 59' | Andrew Prior 1' Tomas Gartner 22' David Speldewinde 30' Tomas Gartner 38' Shaun Frazer 51' Jonathan Suter 55' Andrew Prior 58' Ryan Doyle 58' Jeremy Mockton 59' | 1:0 1:1 2:1 2:2 3:2 4:2 4:3 5:3 6:3 7:3 8:3 9:3 | 11' Enrico Marican 24' Enrico Marican 50' Syazni Ramlee | Rozhodčí: Kamil Sojka Tomas Sojka |
| 4 min | 4 min | Tresty                                          | 6 min                                                   | Rozhodčí: Kamil Sojka Tomas Sojka |

### O 13. místo
| 9. prosince 2016 14:00 | Thajsko | 4 : 5 (0:2, 2:1, 2:2) | Polsko | Olympic Sports Centre, Riga Návštěvnost: 175 |  |

| Zpráva                                                                                 |                                                                                        |                                     | |                                                |
| Christian Karlsson                                                                     | Christian Karlsson                                                                     | Brankáři                            | Maciej Bogdanski                                                                                   | Rozhodčí: Maris Kumerdanks Kaspars Kristapsons |
| Pawat Thaidit 23' Alexander Rinefalk 39' Santipong Sukkasem 42' Alexander Rinefalk 43' | Pawat Thaidit 23' Alexander Rinefalk 39' Santipong Sukkasem 42' Alexander Rinefalk 43' | 0:1 0:2 1:2 1:3 2:3 3:3 4:3 4:4 4:5 | 4' Mateusz Antoniak 20' Wojciech Malajka 24' Karol Pelczarski 56' Wojciech Malajka 57' Piotr Ligas | Rozhodčí: Maris Kumerdanks Kaspars Kristapsons |
| 2 min                                                                                  | 2 min                                                                                  | Tresty                              | 2 min                                                                                              | Rozhodčí: Maris Kumerdanks Kaspars Kristapsons |

### O 9.–12. místo
| 8. prosince 2016 09:00 | Slovensko | 7 : 3 (1:1, 3:0, 3:2) | USA | Aréna Riga, Riga Návštěvnost: 367 |  |

| Zpráva | |                                         |                                                        |                                            |
| Dominik Turek | Dominik Turek | Brankáři                                | Terence Frank                                          | Rozhodčí: Thomas Andersson Rickard Wissman |
| Michal Kročko 10' Lukáš Ujhelyi 29' Adrián Szabo 38' Marek Bulko 39' Martin Joščák 42' Ladislav Gál 46' Michal Kročko 55' | Michal Kročko 10' Lukáš Ujhelyi 29' Adrián Szabo 38' Marek Bulko 39' Martin Joščák 42' Ladislav Gál 46' Michal Kročko 55' | 0:1 1:1 2:1 3:1 4:1 5:1 5:2 6:2 6:3 7:3 | 6' Stefan Zimmermann 46' Ryan Winkler 52' Ryan Winkler | Rozhodčí: Thomas Andersson Rickard Wissman |
| 4 min | 4 min | Tresty                                  | 2 min                                                  | Rozhodčí: Thomas Andersson Rickard Wissman |

| 8. prosince 2016 12:00 | Kanada | 1 : 11 (0:3, 1:5, 0:3) | Lotyšsko | Aréna Riga, Riga Návštěvnost: 674 |  |

| Zpráva                            |                                   |                                                   | |                                        |
| Taylor Retta-Shipp Benjamin Amdur | Taylor Retta-Shipp Benjamin Amdur | Brankáři                                          | Janis Salcevics | Rozhodčí: Hakan Soderman Glenn Boström |
| Felix Robillard 36'               | Felix Robillard 36'               | 0:1 0:2 0:3 0:4 0:5 1:5 1:6 1:7 1:8 1:9 1:10 1:11 | 4' Arturs Jursevskis 11' Toms Akmenlauks 12' Artis Raitums 28' Toms Bitmanis 29' Aleksandrs Abramovs 39' Gints Klegers 40' Toms Bitmanis 40' Artis Raitums 45' Andris Rajeckis 50' Toms Akmenlauks 26' Karlis Bulans | Rozhodčí: Hakan Soderman Glenn Boström |
| 6 min                             | 6 min                             | Tresty                                            | 6 min | Rozhodčí: Hakan Soderman Glenn Boström |

### O 11. místo
| 9. prosince 2016 12:00 | USA | 1 : 0 (0:0, 0:0, 1:0) | Kanada | Aréna Riga, Riga Návštěvnost: 726 |  |

| Zpráva              |                     |          |                    |                                          |
| Terence Frank       | Terence Frank       | Brankáři | Taylor Retta-Shipp | Rozhodčí: Martins Larinovs Martins Gross |
| Alexander McVey 51' | Alexander McVey 51' | 1:0      |                    | Rozhodčí: Martins Larinovs Martins Gross |
| 4 min               | 4 min               | Tresty   | 2 min              | Rozhodčí: Martins Larinovs Martins Gross |

### O 9. místo
| 10. prosince 2016 18:30 | Slovensko | 6 : 5 PP (0:1, 2:2, 3:2 ; 1:0) | Lotyšsko | Aréna Riga, Riga Návštěvnost: 1 889 |  |

| Zpráva          |                 |                                             |                 |                                   |
| Rastislav Mazák | Rastislav Mazák | Brankáři                                    | Janis Salcevics | Rozhodčí: Kamil Sojka Tomáš Sojka |
|                 |                 | 0:1 0:2 1:2 2:2 2:3 2:4 3:4 3:5 4:5 5:5 6:5 |                 | Rozhodčí: Kamil Sojka Tomáš Sojka |
| 2 min           | 2 min           | Tresty                                      | 0 min           | Rozhodčí: Kamil Sojka Tomáš Sojka |

### O 5.–8. místo
| 10. prosince 2016 09:00 | Dánsko | 6 : 5 PP (2:0, 3:1, 0:4 ; 1:0) | Estonsko | Aréna Riga, Riga Návštěvnost: 1 326 |  |

| Zpráva           |                  |                                             |            |                                    |
| Mike Trolle Wede | Mike Trolle Wede | Brankáři                                    | Marek Oige | Rozhodčí: Tero Fordell Lasse Vuola |
|                  |                  | 1:0 2:0 3:0 4:0 5:0 5:1 5:2 5:3 5:4 5:5 6:5 |            | Rozhodčí: Tero Fordell Lasse Vuola |
| 8 min            | 8 min            | Tresty                                      | 0 min      | Rozhodčí: Tero Fordell Lasse Vuola |

| 10. prosince 2016 10:00 | Německo | 5 : 6 PP (1:3, 1:0, 3:2 ; 0:1) | Norsko | Aréna Riga, Riga Návštěvnost: 311 |  |

| Zpráva     |            |                                             |                |                                                |
| Mike Dietz | Mike Dietz | Brankáři                                    | Markus Jelsnes | Rozhodčí: Maris Kumerdanks Kaspars Kristapsons |
|            |            | 1:0 1:1 1:2 1:3 2:3 2:4 3:4 3:5 4:5 5:5 5:6 |                | Rozhodčí: Maris Kumerdanks Kaspars Kristapsons |
| 7 min      | 7 min      | Tresty                                      | 5 min          | Rozhodčí: Maris Kumerdanks Kaspars Kristapsons |

### O 7. místo
| 11. prosince 2016 08:00 | Estonsko | 4 : 5 (3:2, 0:2, 1:1) | Německo | Aréna Riga, Riga Návštěvnost: 970 |  |

| Zpráva                                                                  |                                                                         |                                     |                                                                                            |                                                |
| Johan Rehn                                                              | Johan Rehn                                                              | Brankáři                            | Pascal Meier                                                                               | Rozhodčí: Maris Kumerdanks Kaspars Kristapsons |
| Andreas Woiduma 1' Kristo Lehiste 15' Fredy Maalt 19' Patrik Markus 53' | Andreas Woiduma 1' Kristo Lehiste 15' Fredy Maalt 19' Patrik Markus 53' | 1:0 2:0 2:1 3:1 3:2 3:3 3:4 3:5 4:5 | 18' Niklas Broker 20' Matthias Siede 21' Matthias Siede 38' Ramon Ibold 52' Benjamin Borth | Rozhodčí: Maris Kumerdanks Kaspars Kristapsons |
| 2 min                                                                   | 2 min                                                                   | Tresty                              | 0 min                                                                                      | Rozhodčí: Maris Kumerdanks Kaspars Kristapsons |

### O 5. místo
| 11. prosince 2016 11:00 | Dánsko | 5 : 4 SN (0:2, 1:0, 3:3, 0:0, 3:2) | Norsko | Aréna Riga, Riga Návštěvnost: 2 297 |  |

| Zpráva | |                                     |                                                                            |                                   |
| Mike Trolle Wede                                                                                             | Mike Trolle Wede                                                                                             | Brankáři                            | Andreas Falkeid                                                            | Rozhodčí: Kamil Sojka Tomas Sojka |
| Emil Kristensen 36' Mikkel Skov Nielsen 49' Lukas Eldholm 51' Steffen Neve Dahl Jensen 54' Brian Nielsen 70' | Emil Kristensen 36' Mikkel Skov Nielsen 49' Lukas Eldholm 51' Steffen Neve Dahl Jensen 54' Brian Nielsen 70' | 0:1 0:2 1:2 1:3 1:4 2:4 3:4 4:4 5:4 | 5' Ketil Kronberg 13' Lars Erik Torp 44' Martin Kvisvik 46' Ketil Kronberg | Rozhodčí: Kamil Sojka Tomas Sojka |
| 2 min | 2 min | Tresty                              | 4 min                                                                      | Rozhodčí: Kamil Sojka Tomas Sojka |

## Konečné pořadí
| Pořadí           | Tým       |
| ---------------- | --------- |
| Zlatá medaile    | Finsko    |
| Stříbrná medaile | Švédsko   |
| Bronzová medaile | Švýcarsko |
| 4.               | Česko     |
| 5.               | Dánsko    |
| 6.               | Norsko    |
| 7.               | Německo   |
| 8.               | Estonsko  |
| 9.               | Slovensko |
| 10.              | Lotyšsko  |
| 11.              | USA       |
| 12.              | Kanada    |
| 13.              | Polsko    |
| 14.              | Thajsko   |
| 15.              | Austrálie |
| 16.              | Singapur  |

## Hodnocení hráčů

### Nejužitečnější hráč podle direktoriátu IFF
| Hráč             |
| ---------------- |
| Peter Kotilainen |

### All Star tým
| Pozice          | Hráč                        |
| --------------- | --------------------------- |
| Brankář         | Pascal Meier                |
| Levý obránce    | Tatu Vaananen               |
| Pravý obránce   | Krister Savonen             |
| Levé křídlo     | Peter Kotilainen            |
| Střední útočník | Matěj Jendrišák             |
| Pravé křídlo    | Alexander Galante Carlström |